# Szymon Słomczyński
Szymon Słomczyński (ur. 28 marca 1988 roku w Krakowie) – polski pisarz.

## Życiorys
Syn matematyka Wojciecha Słomczyńskiego, wnuk pisarza i tłumacza Macieja Słomczyńskiego. 
Absolwent historii w ramach Międzywydziałowych Indywidualnych Studiów Humanistycznych na Uniwersytecie Jagiellońskim. Autor prac o epidemii grypy hiszpanki w Polsce i posłowia do książki Jerzego Ambroziewicza Zaraza o epidemii ospy we Wrocławiu. 
Laureat projektu Połów 2012. Debiutował w 2013 roku tomem Nadjeżdża, za który został nominowany do Nagrody Literackiej Nike 2014 (i znalazł się w finale tej nagrody) oraz zdobył I nagrodę X Ogólnopolskiego Konkursu Literackiego „Złoty Środek Poezji” na najlepszy poetycki debiut książkowy 2013 roku. Jego wiersze były tłumaczone na języki angielski, grecki, kataloński i litewski. Publikował m.in. w takich czasopismach jak Arterie, Dwutygodnik, Kontent, Kraków, Odra i Wizje.

## Twórczość

### Poezja
- Nadjeżdża (Biuro Literackie, Wrocław 2013)
- Dwupłat (Biuro Literackie, Wrocław 2015)
- Latakia (Biuro Literackie, Stronie Śląskie 2016)[15]
- Pobrusz do Derby Kanty (Wydawnictwo J, Wrocław 2024)

### Proza
- MIM (Wydawnictwo Literackie, Kraków 2019)[2]